# Anqing
Anqing (en chino, 安庆; pinyin, Ānqìng, léase An-Ching) es una ciudad-prefectura de la provincia de Anhui, en la República Popular de China. Limita con las siguientes ciudades-prefectura de Anhui: al norte, Hefei; al sur, Jiujiang; al noreste, Chizhou; y, al oeste, con la provincia de Hubei. Su área es de 15.398 km² y su población es de más de 6 millones.

## Administración
La ciudad prefectura de Anqing se divide en 3 distritos, 1 ciudad y 7 condados.
- Distrito Yingjiang - 迎江区
- Distrito Daguan - 大观区
- Distrito Yixiu - 宜秀区
- Ciudad Tongcheng - 桐城市
- Condado Huaining - 怀宁县
- Condado Zongyang - 枞阳县
- Condado Qianshan - 潜山县
- Condado Taihu - 太湖县
- Condado Susong - 宿松县
- Condado Wangjiang - 望江县
- Condado Yuexi - 岳西县

### Localidades con población en noviembre de 2010
- Dàguān Qū 275,003
- Huáiníng Xiàn 592,750
- Qiánshān Xiàn 500,292
- Sùsōng Xiàn 571,025
- Tàihú Xiàn 515,283
- Tóngchéng Shì 664,455
- Wàngjiāng Xiàn 526,712
- Yíngjiāng Qū 251,080
- Yíxiù Qū 254,431
- Yuèxī Xiàn 321,636

## Clima
La ciudad tiene cuatro estaciones, con influencia del monzón del clima subtropical húmedo, con inviernos fríos y veranos calurosos y húmedos. La temperatura del mes más frío siendo enero es de 5 °C y el mes más caluroso es julio con 29 °C. El frío y los vientos secos de Siberia pueden causar bajas durante el invierno para caer a veces por debajo de cero, aunque las condiciones son normalmente húmedas y oscuras. Más de la mitad de la precipitación anual cae entre abril y julio.
| Parámetros climáticos promedio de Anqing (1971—2000) | Parámetros climáticos promedio de Anqing (1971—2000) | Parámetros climáticos promedio de Anqing (1971—2000) | Parámetros climáticos promedio de Anqing (1971—2000) | Parámetros climáticos promedio de Anqing (1971—2000) | Parámetros climáticos promedio de Anqing (1971—2000) | Parámetros climáticos promedio de Anqing (1971—2000) | Parámetros climáticos promedio de Anqing (1971—2000) | Parámetros climáticos promedio de Anqing (1971—2000) | Parámetros climáticos promedio de Anqing (1971—2000) | Parámetros climáticos promedio de Anqing (1971—2000) | Parámetros climáticos promedio de Anqing (1971—2000) | Parámetros climáticos promedio de Anqing (1971—2000) | Parámetros climáticos promedio de Anqing (1971—2000) |
| Mes                                                  | Ene.                                                 | Feb.                                                 | Mar.                                                 | Abr.                                                 | May.                                                 | Jun.                                                 | Jul.                                                 | Ago.                                                 | Sep.                                                 | Oct.                                                 | Nov.                                                 | Dic.                                                 | Anual                                                |
| ---------------------------------------------------- | ---------------------------------------------------- | ---------------------------------------------------- | ---------------------------------------------------- | ---------------------------------------------------- | ---------------------------------------------------- | ---------------------------------------------------- | ---------------------------------------------------- | ---------------------------------------------------- | ---------------------------------------------------- | ---------------------------------------------------- | ---------------------------------------------------- | ---------------------------------------------------- | ---------------------------------------------------- |
| Temp. máx. media (°C)                                | 7.4                                                  | 9.3                                                  | 13.7                                                 | 20.7                                                 | 25.8                                                 | 29.0                                                 | 32.5                                                 | 32.2                                                 | 27.5                                                 | 22.3                                                 | 16.2                                                 | 10.4                                                 | 20.6                                                 |
| Temp. mín. media (°C)                                | 1.3                                                  | 3.0                                                  | 7.0                                                  | 13.1                                                 | 18.4                                                 | 22.3                                                 | 25.7                                                 | 25.3                                                 | 20.7                                                 | 15.1                                                 | 8.7                                                  | 3.3                                                  | 13.7                                                 |
| Precipitación total (mm)                             | 48.2                                                 | 71.4                                                 | 133.4                                                | 164.3                                                | 191.5                                                | 280.3                                                | 195.9                                                | 129.9                                                | 88.3                                                 | 81.8                                                 | 57.1                                                 | 32.8                                                 | 1474.9                                               |
| Días de precipitaciones (≥ 0.1 mm)                   | 9.8                                                  | 10.8                                                 | 15.2                                                 | 14.2                                                 | 13.6                                                 | 13.5                                                 | 11.3                                                 | 10.3                                                 | 8.7                                                  | 9.0                                                  | 7.4                                                  | 6.5                                                  | 130.3                                                |
| Horas de sol                                         | 104.6                                                | 102.4                                                | 109.9                                                | 140.6                                                | 166.0                                                | 159.2                                                | 215.6                                                | 221.2                                                | 169.7                                                | 159.6                                                | 144.4                                                | 137.4                                                | 1830.6                                               |
| Humedad relativa (%)                                 | 75                                                   | 74                                                   | 77                                                   | 77                                                   | 76                                                   | 80                                                   | 78                                                   | 78                                                   | 77                                                   | 75                                                   | 73                                                   | 71                                                   | 75.9                                                 |
| Fuente: China Meteorological Administration          |                                                      |                                                      |                                                      |                                                      |                                                      |                                                      |                                                      |                                                      |                                                      |                                                      |                                                      |                                                      |                                                      |

## Economía
Anqing es importante por las industrias de petroquímica, textiles, accesorios de automóviles, comida y té.

## Transporte
La ciudad cuenta con todos los medios de transporte
- Aire. El aeropuerto Anqing Tianzhushan (安庆天柱山机场) está localizado a 6 km del norte de la ciudad y sirve a militares y civiles por igual desde diciembre de 1993.[2] Este aeropuerto movió en el 2012 a poco más de 76 mil pasajeros,[3] por tal  motivo se planea ampliarlo para 2017.[2]

- Tierra. Por la ciudad pasa la autopista nacional china 206 (206国道) de 2.375 km que une a Yantai con Shantou y la autopista nacional china 318 (318国道) de 5.476 km que une a Shanghái con Shigatse.

- Agua. Por la ciudad pasa el río Yangtsé que aporta a la economía de la región.